# Лінь Жунсань
Лінь Жунсань (кит.: 林榮三; піньїнь: Lin Rongsan; Вейд-Джайлз: Lin Jung-san; 27 травня 1939 — 28 листопада 2015) — тайванський політик, видавець та бізнесмен. Засновник банку Union Bank of Taiwan, видавець Liberty Times і Taipei Times.

## Кар'єра
Переміг на виборах до Законодавчого юаня в 1975 році, а в 1992 році був призначений віце-президентом Аудиторського юаня, але пішов з посади, щоб зосередитися на Liberty Times.
У червні 2008 року журнал Forbes поставив його на сьоме місце в списку найбагатших людей Тайваню з власним капіталом 2,7 мільярда доларів США. Лінь опустився на восьме місце в тому ж списку у 2010 році, потім на десяте місце в 2011. У листопаді 2015 року його статки оцінювали в 3,9 мільярда доларів США. Лінь був нагороджений Орденом Діамантової зірки з великою стрічкою від Лі Денхуея у 2000 році, а потім Орденом Сприятливих хмар з великою стрічкою від Чень Шуйбяня в 2008 році.
Його старший брат — мільярдер-девелопер нерухомості Лінь Юлінь.

## Особисте життя
Лінь помер вдома в Тайбеї 28 листопада 2015 року від серцево-легеневої недостатності, спричиненої пухлиною.